# 慶良間諸島国立公園
慶良間諸島国立公園（けらましょとう こくりつこうえん）は、沖縄県慶良間諸島及び周辺海域を区域とする国立公園である。

## 概要
座間味島、渡嘉敷島の両島をはじめとする慶良間諸島および周囲のサンゴ礁を含む海域からなる。指定面積は、陸域が3,520ha、海域が90,475ha（うち海域公園地区が8,290ha、普通地域が82,185ha）で、海域の面積は西表石垣国立公園を上回り国内最大。また、各島から約7kmの範囲が海域として指定されているが、これは国立公園の中で最長である。
従来は沖縄海岸国定公園に1978年に追加編入されていた地域であったが、"ケラマブルー"と呼ばれる透明度の高い海やサンゴ礁が高密度に分布していること、ザトウクジラの繁殖地であることなどから、沖縄海岸国定公園から慶良間地域を削除し、新たに慶良間諸島国立公園として国立公園に指定した。日本で31番目の国立公園であり、既存の国立公園の分割や拡張によらない全く新規の国立公園の指定は、1987年の釧路湿原国立公園以来である。

## 経緯
- 1978年12月9日 - 慶良間諸島が沖縄海岸国定公園に編入される。
- 2014年3月5日 - 沖縄海岸国定公園から慶良間地域を削除し[5]、新たに慶良間諸島国立公園として指定される[6]。

## 関連市町村
沖縄県島尻郡渡嘉敷村・座間味村